# هيجو فون دير لاين
هيجو فون دير لاين (بالألمانية: Heiko von der Leyen)‏ (و. 1955  م) هو طبيب، وأستاذ جامعي، وطبيب قلب ألماني، ولد في هانوفر.

## التعليم
تعلم في جامعة ستانفورد، وتعلم في جامعة هامبورغ
.